# Рибарук Іван Васильович
Іван Васильович Рибарук (нар. 16 квітня 1966, с. Кривопілля, Івано-Франківська область) — український священник, протоієрей, отець-митрат, письменник, редактор, ведучий. Популяризатор імені гуцулки Параски Плитки-Горицвіт.

## Життєпис
Іван Рибарук народився 16 квітня 1966 року в селі Кривопіллі, нині Верховинської громади Верховинського району Івано-Франківської области України.

### Освіта
Навчався в Українській сільськогосподарській академії (1988, спеціальність — зооінженерія), Івано-Франківській духовній семінарії УПЦ КП (1994), Київській духовній академії (1998). Працював у колгоспі ім. Коцюбинського та райвиконкомі в смт Верховині.

### Служіння
18 червня 1995 року митрополитом Галицьким Андрієм Абрамчуком рукоположений в сан диякона, а 2 липня того ж року — у сан священника.
9 липня 1995 року призначений настоятелем церкви Різдва Пресвятої Богородиці с. Криворівні Верховинського району. 2011 року ініціював відновлення ґонтового даху згаданої дерев'яної святині.
У 1997—2014 роках був керівником інформаційно-видавничого відділу Коломийської єпархії ПЦУ. Нині є редактором православного часопису Гуцульщини і Покуття «Лоза виноградна»; входить до складу редакційної колегії всеукраїнської православної газети «Наша віра»; в ефірі районного радіо веде радіопередачу «Зустріч з Богом». Учасник всеукраїнських, міжнародних та регіональних релігійно-наукових конференцій.

### Сім'я
Одружений, разом дружиною Оксаною мають чотирьох дітей.

## Доробок
Автор книг «Це дуже важливо» (2010), «Невіста Господня» (2013), «Жити з Христом» (2015).

## Нагороди
- лавреат Івано-Франківської обласної премії імені Андрея Шептицького в номінації «духовне друковане слово» (2015)[10];
- лавреат V літературного фестивалю «Покрова» імені Тараса Мельничука (2013)[11];
- Наперсний хрест (1997)[5];
- Хрест з оздобами та Благословенною Патріаршою грамотою (2005)[5];
- медалі «За заслуги перед Верховиною», «За заслуги перед Прикарпаттям» (2023), «За сприяння Збройним Силам України» (2016)[джерело?];
- відзнаки «Хрест громадянських заслуг» (2023), «Хрест Свободи» (2024), «Патріот Гуцульщини»[джерело?];
- подяка за підтримку проєкту «Намолене небо»[джерело?];